# Loài du nhập

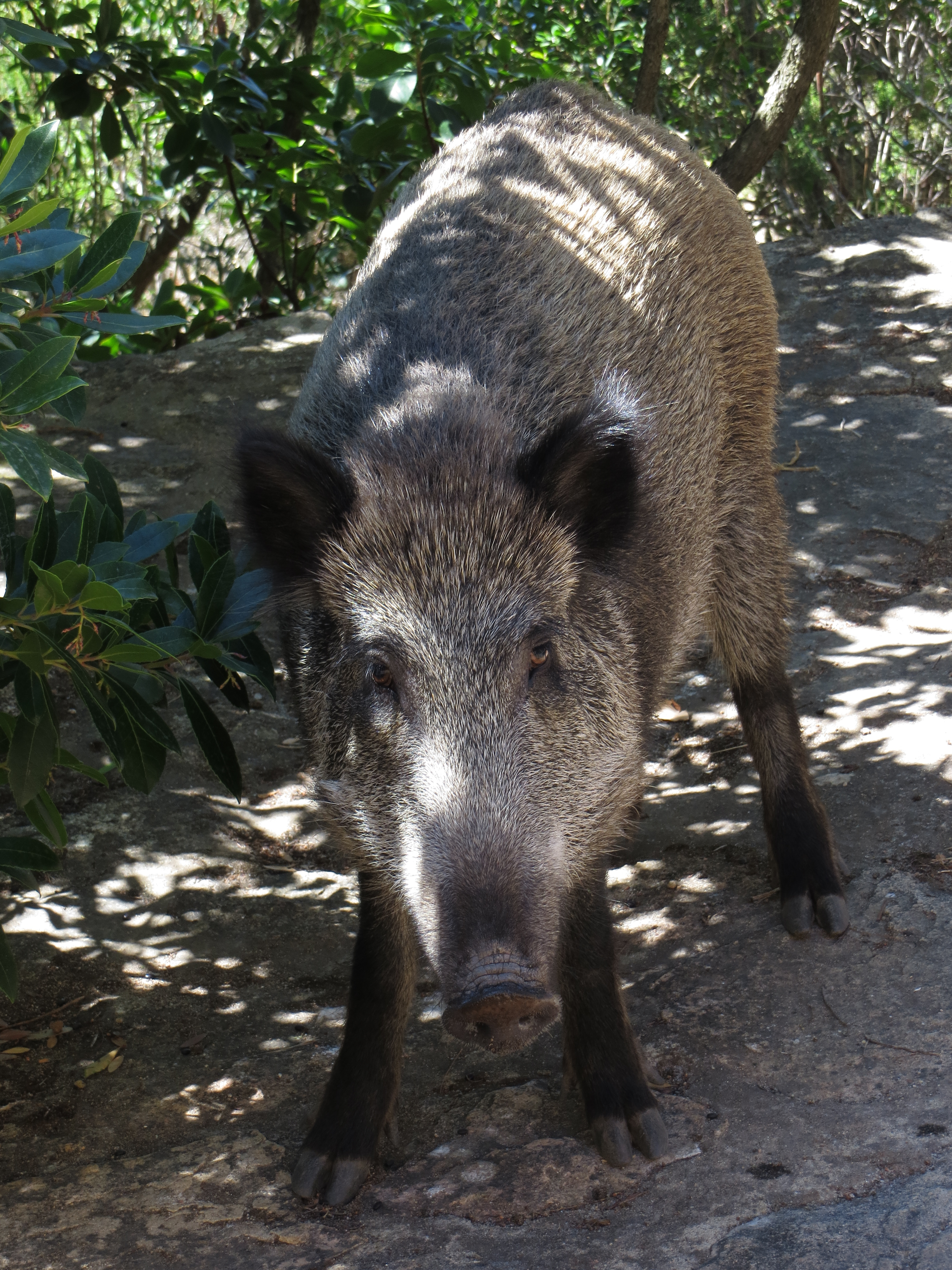
Lợn hoang, loài được du nhập vào Mỹ từ thời thực dân Tây Ban Nha và ngày nay đã trở thành một vấn nạn ở Mỹ

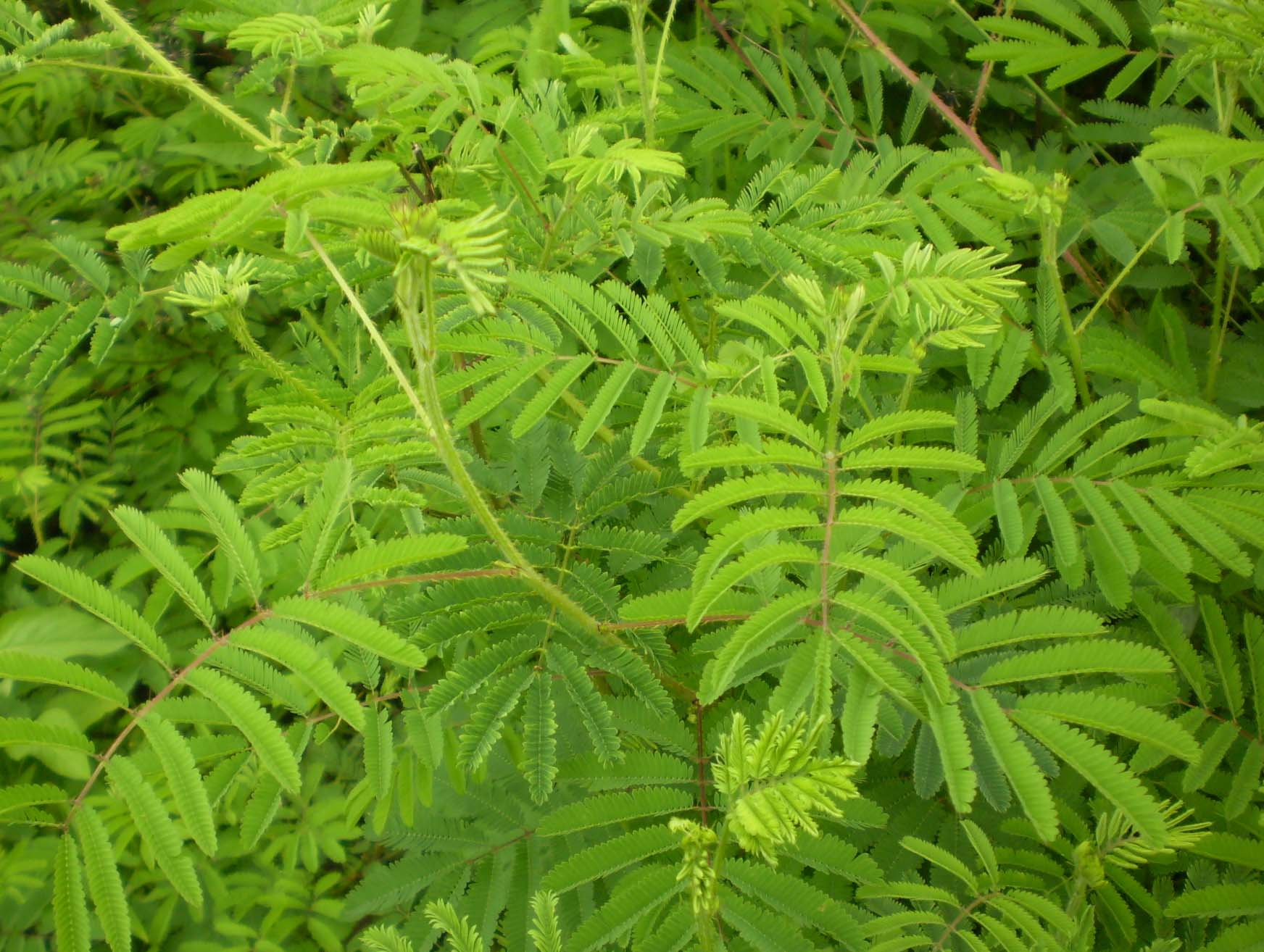
Quần thể cỏ trinh nữ đã du nhập và xâm lấn nhiều nơi trên thế giới

Loài du nhập là thuật ngữ sinh thái học dùng để chỉ về các loài sinh vật được đưa từ bên ngoài vào khu vực truyền thống bản địa bằng một hành vi của con người. Hiện nay, cách hiểu về sinh vật lạ còn rất khác nhau và chưa có định nghĩa thống nhất. Trên nhiều văn bản, báo cáo khoa học có sử dụng các thuật ngữ không phải là loài bản địa (non-native species), không đúng nguồn gốc (non-indigenous), loài du nhập, loài ngoại lai, giống nhập ngoại nhưng bản chất đó là những loài xuất hiện ngoài vùng phân bố thông thường của chúng và khái niệm này không giới hạn bởi ranh giới hành chính, trong hay ngoài quốc gia, tỉnh thành, vùng, miền, địa phương, châu lục.
Sinh vật ngoại lai xâm hại trước hết là những loài không có nguồn gốc bản địa. Khi được đưa đến một môi trường mới, một loài ngoại lai có thể không thích nghi được với điều kiện sống và do đó không tồn tại được. Tuy nhiên, trong nhiều trường hợp khác, do thiếu vắng các đối thủ cạnh tranh và thiên địch như ở quê nhà cùng với điều kiện sống thuận lợi, các loài này có điều kiện sinh sôi nảy nở rất nhanh và đến một lúc nào đó phá vỡ cân bằng sinh thái bản địa và vượt khỏi tầm kiểm soát của con người. Lúc này nó trở thành loài ngoại lai xâm hại.

## Tổng quan
Về mặt tự nhiên, sự phân bố của các loài sinh vật (động vật, thực vật) phụ thuộc vào phân bố địa lý của nhiều loài và được giới hạn bởi các hàng rào tự nhiên do chính các yếu tố môi trường và khí hậu. Các đại dương, sa mạc, đỉnh núi, và những dòng sông đều là những hàng rào ngăn cản sự di chuyển phát tán của các loài. Do sự cách ly địa lý, quá trình tiến hóa được phân ly theo nhiều hướng khác nhau tại các vùng của Trái Đất. Các hòn đảo, những nơi cư trú biệt lập cách ly hoàn toàn có xu hướng phát triển các loài đặc hữu.
Tuy nhiên, con người khi tác động vào tự nhiên đã làm thay đổi cơ bản đặc tính cách ly này bằng việc di chuyển phát tán các loài khác nhau trên phạm vi toàn cầu. Trong lịch sử, con người đã đem cây trồng và vật nuôi từ những khu vực này sang khu vực khác khi xây dựng những nơi định cư mới và chinh phục thuộc địa mới (của người châu Âu). Các động vật như dê, lợn, thỏ, mèo, chó được các thủy thủ châu Âu mang đến những hòn đảo vốn không phải là nơi cư trú của chúng để nuôi làm thực phẩm do đó hiện nay, đã có một lượng lớn các loài, do vô tình hay cố ý, được đem đến những khu vực không phải là nơi cư trú gốc gác của chúng.
Do sự giao thương giữa các nước ngày càng mở rộng trong điều kiện nền kinh tế và giao lưu toàn cầu, những điều kiện để các loài ngoại lai nhập cảnh càng dễ dàng hơn bằng con đường chính ngạch hoặc buôn lậu, nhiều loài sinh vật lạ trên thường được nhập với mục đích phát triển kinh tế, xóa đói, giảm nghèo, nhưng cũng có thể là hành động có chủ ý. Một số loài thích nghi nhanh với môi trường các quốc gia mà chúng xâm nhập chúng sẽ phát triển mạnh và dễ dàng trở thành loài xâm lấn hay sinh vật lạ xâm lấn.
Hiện tượng xâm lấn của sinh vật lạ có thể diễn ra một cách chủ động hoặc bị động, tự nhiên hoặc nhân tạo, do mưa, gió, bão, do dòng nước sông suối, biển, phát tán nhờ chim, thú, côn trùng, hoặc do hoạt động trao đổi văn hóa, buôn bán hàng hóa, vật nuôi cây trồng, hoặc do hoạt động giao thông vận tải. Các loài sinh vật lạ xâm lấn là mối đe doạ nghiêm trọng đối với các loài sinh vật bản địa, cạnh tranh lấn chiếm nơi cư trú, thức ăn và lây lan dịch bệnh cho các loài sinh vật bản địa, phá hoại mùa màng, gây ô nhiễm sinh học

## Nguyên nhân
- Do chế độ thuộc địa của các nước châu Âu, những người châu Âu đến một vùng thuộc địa mới mang theo và thả ra hàng trăm các giống chim thú của châu Âu, châu Úc, Hoa Kỳ để làm cho phong cảnh ở đây trở nên thân quen với họ cũng như để tạo ra thú vui săn bắn hoặc người ta mang chúng thả vào tự nhiên để nhằm làm nguồn thực phẩm dự trữ sau này (chẳng hạn như các loài lợn hoang).
- Nghề trồng cây cảnh và làm nông nghiệp, nhiều loài cây được mang đến và trồng tại những vùng đất mới như cây cảnh, cây nông nghiệp hoặc cây cỏ chăn nuôi gia súc. Rất nhiều loài trong số đó thoát vào tự nhiên và thâm nhập vào các quần thể bản địa.
- Vận chuyển không chủ đích, có nhiều loài được con người vận chuyển một cách không chủ ý, chẳng hạn như các hạt cỏ lẫn với các hạt ngũ cốc được đem bán và được gieo trên những vùng đất mới. Những con chuột, các loài côn trùng như kiến, gián trên máy bay, tàu thủy, các véctơ truyền bệnh, các động vật ký sinh được vận chuyển cùng với các vật chủ của chúng.
- Các tàu thuyền thường mang theo các loài ngoại lai trong các khoang hầm. Các túi đất để dằn tàu lấy thăng bằng được chôn tại các khu vực cảng thường mang theo các hạt cỏ và các ấu trùng sinh vật đất. Các túi nước để dằn tàu sau đó đem đổ ra cảng thường có rêu, tảo, động vật không xương sống và cá nhỏ.

## Thích nghi
Phần lớn các loài du nhập không sống được tại những nơi mới đến do môi trường không phải lúc nào cũng phù hợp. Mặc dù vậy, vẫn có một tỷ lệ nhất định các loài nhập cư thiết lập được sự sống trên vùng đất mới, và rất nhiều loài trong số đó còn vượt trội, xâm lấn các loài bản địa. Các loài du nhập này thậm chí còn cạnh tranh với các loài bản địa để có được nguồn thức ăn và nơi ở. Các loài động vật du nhập còn ăn thịt các loài thú bản địa cho đến khi chúng tuyệt chủng, hoặc chúng làm thay đổi nơi cư trú đến mức nhiều loài bản địa không thể nào tồn tại được nữa.
Rất nhiều vùng trên thế giới bị ảnh hưởng nghiêm trọng bởi các loài du nhập. Có khoảng 4600 loài thực vật du nhập ở quần đảo Hawai, số lượng này nhiều gấp ba lần tổng số loài bản địa. Nhiều khu của Bắc Hoa Kỳ hoàn toàn bị xâm chiếm vĩnh viễn bởi các loài du nhập chẳng hạn như loài cỏ hoa đỏ (loosestrife) của châu Âu chiếm những vùng đầm lầy tại đông Bắc Hoa Kỳ, còn loài cây kim ngân Nhật Bản mọc lại dày đặc tại các vùng đất của đông nam Hoa Kỳ. Hơn một nửa số loài cá nước ngọt tại Massachusett được mang đến từ rất nhiều nơi, các loài này chiếm phần lớn cơ cấu của sinh khối về cá.
Các loài côn trùng được du nhập cư có chủ đích như ong mật, ong nghệ, và vô tình như kiến lửa, có thể hình thành một quần thể lớn. Tác hại của những côn trùng du nhập này là chúng có thể phá hoại và tiêu diệt nhiều loài côn trùng bản địa. Tại một số địa điểm ở Nam Hoa Kỳ, mức đa dạng của các loài côn trùng giảm đến 40% mà nguyên nhân là do loài kiến lửa du nhập tiêu diệt các loài côn trùng bản địa.

## Xâm lấn
Nhìn chung, các loài du nhập lại dễ dàng xâm nhập và chiếm lĩnh các nơi cư trú mới và thay thế các loài bản địa. Một trong những lý do quan trọng là ở nơi cư trú mới chưa có các loài thiên địch của chúng như các động vật ăn thịt, các loài côn trùng và các loài động vật ký sinh, vật gây bệnh. Ví dụ như khi thỏ được mang đến châu Úc chúng phát triển đến mức không kiểm soát được, ăn hết các loài cỏ bản địa bởi vì không có một cơ chế tự nhiên nào hữu hiệu để kiểm soát và khống chế sự phát triển của chúng. 

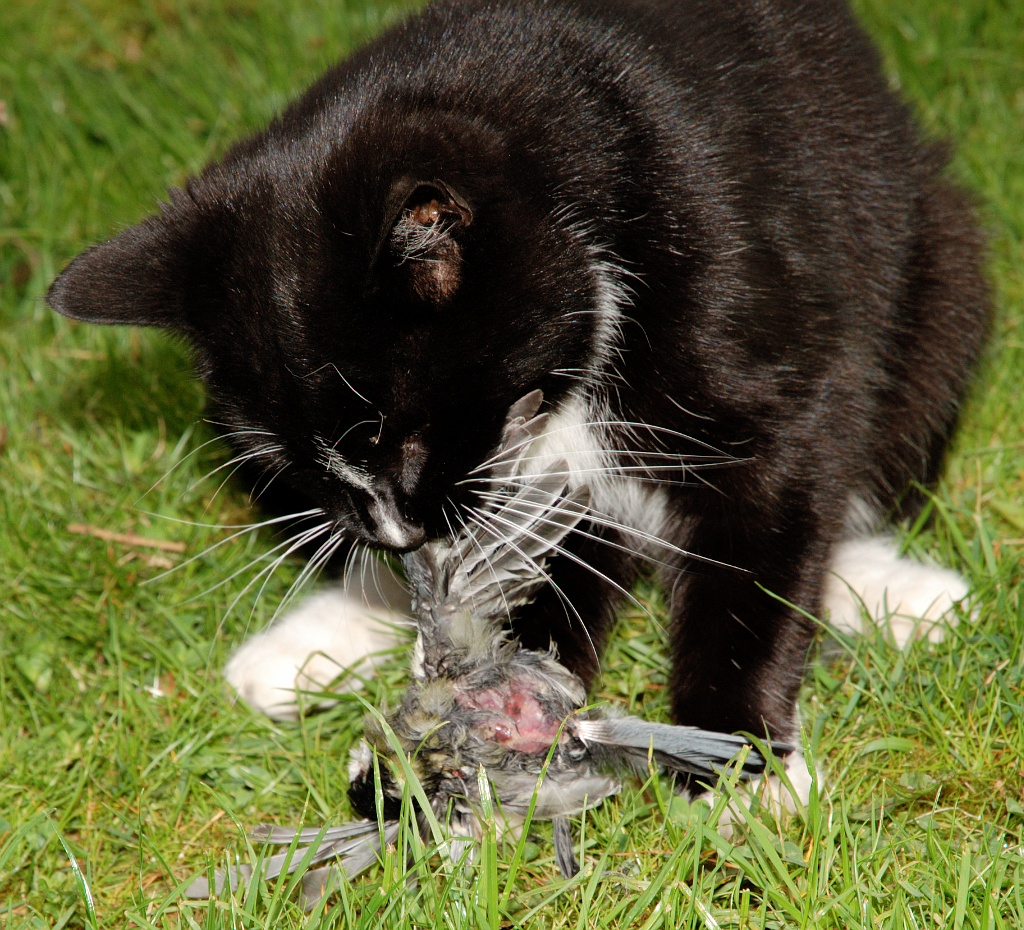
Những con mèo hoang đã tiêu diệt rất nhiều các loài chim bản địa

Có thể coi các loài du nhập cư là mối đe dọa nghiêm trọng nhất đối với các loài sinh vật bản địa. Sinh vật ngoại lai xâm hại đã có tác động không nhỏ đến kinh tế - xã hội vì tác hại gây ra bởi nơi cư trú bị tàn phá, bị chia cắt hay bị ô nhiễm còn có cơ hội phục hồi, nhưng một khi loài du nhập đã định cư tốt tại một nơi nào đấy thì việc tách chúng ra khỏi quần xã là điều không thể làm được ví dụ ốc sên và ốc bươu vàng du nhập vào Việt Nam và đang gây hại cho cây trồng. Các loài du nhập có thể phát triển đến một số lượng cực lớn và phát tán trên một diện tích rộng, xâm nhập sâu vào quần xã khiến cho việc loại bỏ chúng trở nên cực kỳ khó khăn và tốn kém.
Một nguyên nhân khác khiến các loài nhập cư phát triển mạnh là bản thân vùng sống của chúng được mở rộng trong lục địa do chúng thích nghi tốt với môi trường bị thay đổi. Tại phía Bắc châu Hoa Kỳ, việc chia cắt các cánh rừng, phát triển các vùng ngoại ô và sự tiếp cận dễ dàng với rác thải đã cho phép các loài như sói nhỏ, cáo đỏ, chim cắt, chim mòng phát triển với số lượng lớn. Các loài ăn thịt này đã phát triển và lấn át các loài bản địa có tính cạnh tranh kém hơn và không chống trả được kẻ thù. Một số loài động vật ăn thịt khi vào môi trường mới thì gặp thuận lợi, nơi nhiều động vật nhỏ chưa biết cách đối phó với kiểu săn mồi của chúng, những động vật bản địa chưa có kinh nghiệm phát hiện ra chúng và chiến thuật rình mồi của chúng.
Các loài nhập cư đôi khi là các loài có quan hệ gần gũi với các loài bản địa do đó các loài nhập cư này được lai ghép với các loài bản địa, thì các hệ gen độc nhất của loài bản địa có thể bị loại trừ khỏi các quần thể địa phương, sự khác biệt về hình thái trong các con lai có thể trở nên không rõ ràng. Ví dụ như khi các loài cá hồi bản địa phải đương đầu với các loài cá thương mại. Tại miền Tây Bắc châu Hoa Kỳ, khi khu vực sống của loài cá hồi Apache (Oncorhynchus apache) bị thu hẹp lại do nơi cư trú bị phá hủy và các loài cá cạnh tranh khác được du nhập vào. Loài này đã lai với loài cá hồi cầu vồng (O. mykiss), là loài cá mới du nhập nuôi phục vụ cho mục đích câu cá thể thao.
Tại Úc người ta rất lo lắng trước đại dịch thỏ đang tàn phá môi trường và hoa màu ở nước Úc. Do trên lục địa có rất ít loài thú ăn thịt kiềm chế sự sinh sôi của thỏ do đó thỏ là một trong những loài phá hoại chính ở Úc. Ngày nay, người Úc đã tạo ra một loại virus chuyển gene khiến thỏ cái bị vô sinh bằng việc lựa chọn được gene ZPC của thỏ để chuyển vào virus myxoma nếu virus có thể làm vô sinh 70-80% số thỏ cái hoang dã, mật độ dân số của loài này sẽ giảm xuống mức tương đương với ở châu Âu và trở thành loài gây hại không đáng kể. Ngay cả khi tỷ lệ thành công chỉ là 50%, thì đại dịch thỏ cũng sẽ chấm dứt.